# DSLAM

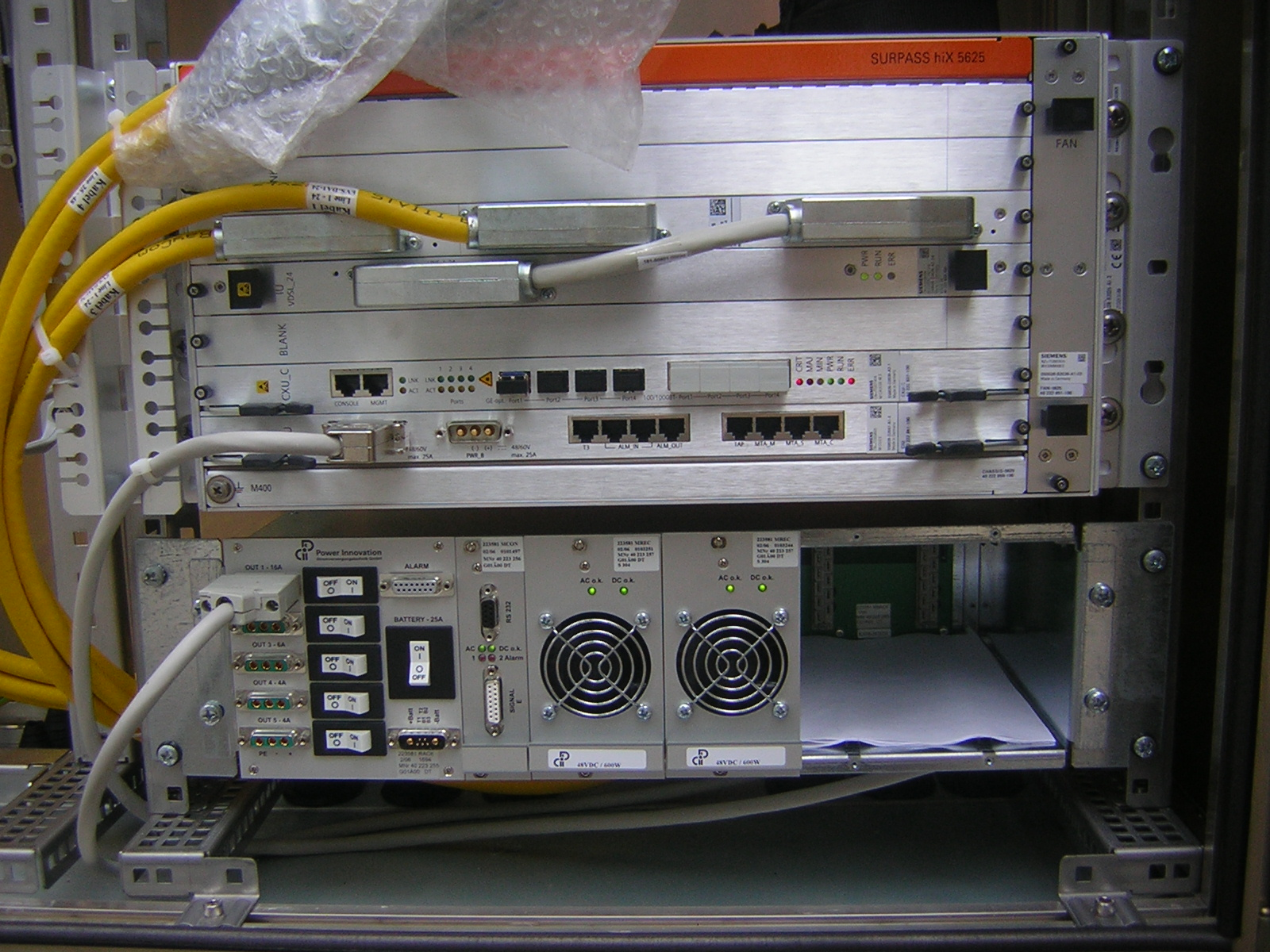
Siemens DSLAM SURPASS hiX 5625

DSLAM (англ. Digital Subscriber Line Access Multiplexer) — мультиплексор доступу цифрової абонентської лінії xDSL. Зі сторони мережі в нього WAN-порти, а із сторони клієнта — xDSL напівкомплекти (модеми), до яких підключається абонентська лінія.
На іншому кінці абонентської лінії у клієнта знаходиться абонентський ніпівкомплект xDSL (модем) або IAD (Integrated Access Device — пристрій інтегрального доступу). Останній використовується у випадках, коли по xDSL лінії реалізується одночасна передача даних і голосу в цифровому вигляді, тобто VoDSL (Voice over DSL). DSLAM термінує сигнали xDSL. Це перший елемент мережі доступу, де відбувається агрегація трафіка множини цифрових абонентських ліній.
Функціональність DSLAM поступово удосконалюється, він стає все більш інтелектуальним пристроєм, що виконує також деякі мережеві функції вищого рівня.

Діаграма xDSL підключення